# Prince’s Park (Burntwood)

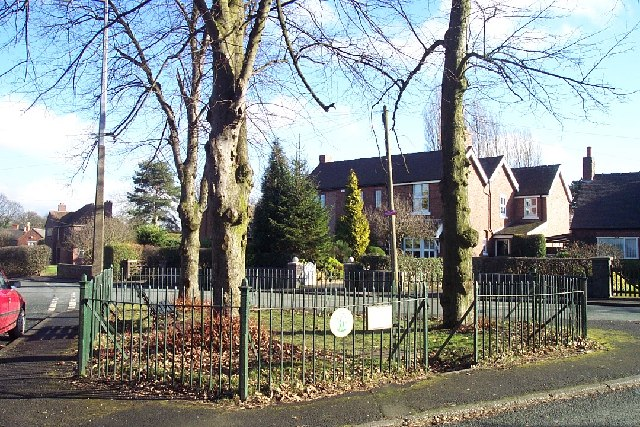
Prince’s Park, Burntwood

Der Prince´s Park liegt in der Stadt Burntwood in der englischen Grafschaft Staffordshire und ist im Guinness-Buch der Rekorde als der kleinste Park des Vereinigten Königreichs verzeichnet. Der im Grundriss trapezförmige  und mit einem Eisenzaun umfriedete Park misst an der Grundlinie (des Trapezes) 10 Meter, die beiden Seiten sind 11 Meter lang und der Scheitel ist 3 Meter lang; er ist also rund 65 m² groß.
Es wurde einst zum Gedenken an die Vermählung von Albert Edward, Prince of Wales mit Prinzessin Alexandra von Dänemark erschaffen.
Auf dem Parkgelände stehen drei Bäume, die Faith, Hope and Charity heißen, also ins Deutsche übertragen Glaube. Hoffnung und Barmherzigkeit.
Im Mai 2013 war der Park bzw. der Weg um den Park Austragungsort des World’s Shortest Fun Run.
`